# 정용택
정용택(鄭用택, 1921년 3월 3일 ~ 2006년 11월 11일)은 태권도 9단 무예인으로, 제1회 청도관 학교 흑단 진급에 속해 이원국의 제자로 활동했다. 그는 또한 1952년 한국 이외의 일본에서 정도관 학교를 개설한 최초의 한국인 사범이자 세계 태권도 협회 부회장직을 맡았다.